# Dlouhá Lhota (okres Tábor)
Dlouhá Lhota (německy Lang Lhota) je obec v okrese Tábor v Jihočeském kraji. Žije v ní 164 obyvatel.

## Historie
Dlouhá Lhota je poprvé zmiňována roku 1396 jako součást radenínského panství. Farností ale náležela k Choustníku. Část obce patřila v 16. století městu Tábor, ale roku 1547 ji obec postoupila králi. Později se dostala pod Choustník a v roce 1842 opět k Radenínu. Jiná část vesnice patřila v 17. století k Brandlínu.
V 19. století zde žilo kolem 420 obyvatel. Muži často pracovali jako zedníci nebo tesaři mimo obec. Ženy se živily prací v lese, kopáním jam a sázením stromků. Této práci se říkalo „dřevěný chlebíček“. Do roku 1879 se zde také udrželo hrnčířství.
U obecního domku stával sloup se zvonem, který darovala radenínská vrchnost a sloužil k ohlašování nástupu do roboty. Při stavbě vodovodu v roce 1959 bylo nalezeno staré dřevěné potrubí, o němž neměli povědomí ani nejstarší obyvatelé.
V roce 1888 obec zasáhla silná přívalová povodeň, která během patnácti minut zvedla hladinu potoka o jeden metr. Strhla most, poškodila cesty a několik domů. Další velká voda přišla v roce 1925, ale následky byly mírnější.

## Obyvatelstvo
| Rok            | 1869 | 1880 | 1890 | 1900 | 1910 | 1921 | 1930 | 1950 | 1961 | 1970 | 1980 | 1991 | 2001 | 2011 | 2021 |
| -------------- | ---- | ---- | ---- | ---- | ---- | ---- | ---- | ---- | ---- | ---- | ---- | ---- | ---- | ---- | ---- |
| Počet obyvatel | 384  | 387  | 343  | 332  | 321  | 283  | 278  | 221  | 212  | 177  | 165  | 178  | 174  | 159  | 154  |
| Počet domů     | 45   | 46   | 46   | 47   | 48   | 48   | 56   | 53   | 46   | 45   | 45   | 66   | 66   | 69   | 71   |

## Obecní správa
Mezi lety 1850–1879 patřila Dlouhá Lhota jako osada obce ke Krtovu v okrese Tábor. V letech 1880–1976 byla obcí. Od 1. dubna 1976 do 23. listopadu 1990 patřila jako část obce ke Skopytcům a od 24. listopadu 1990 je opět samostatnou obcí.

## Společenský život
Obec má aktivní sbor dobrovolných hasičů, založený roku 1927, který organizuje řadu místních akcí, jako jsou masopustní veselí, dětské karnevaly, hasičské bály a každoroční sraz heligonkářů.
Mezi tradiční sportovní akce patří silvestrovský fotbalový turnaj na místním rybníku a vánoční turnaj ve stolním tenisu, který pořádá družstvo Olympia Dlouhá Lhota.

## Přírodní jevy
K historickým povodním z let 1888 a 1925, zmíněným v části Historie, se v červnu 2024 přidala další výrazná událost. Obec zasáhla nárazová bouřka doprovázená vzdušným vírem připomínajícím tornádo, který poškodil střechu jednoho z domů. Výskyt tohoto jevu potvrdil Český hydrometeorologický ústav.

## Pamětihodnosti
- Kaple

## Galerie

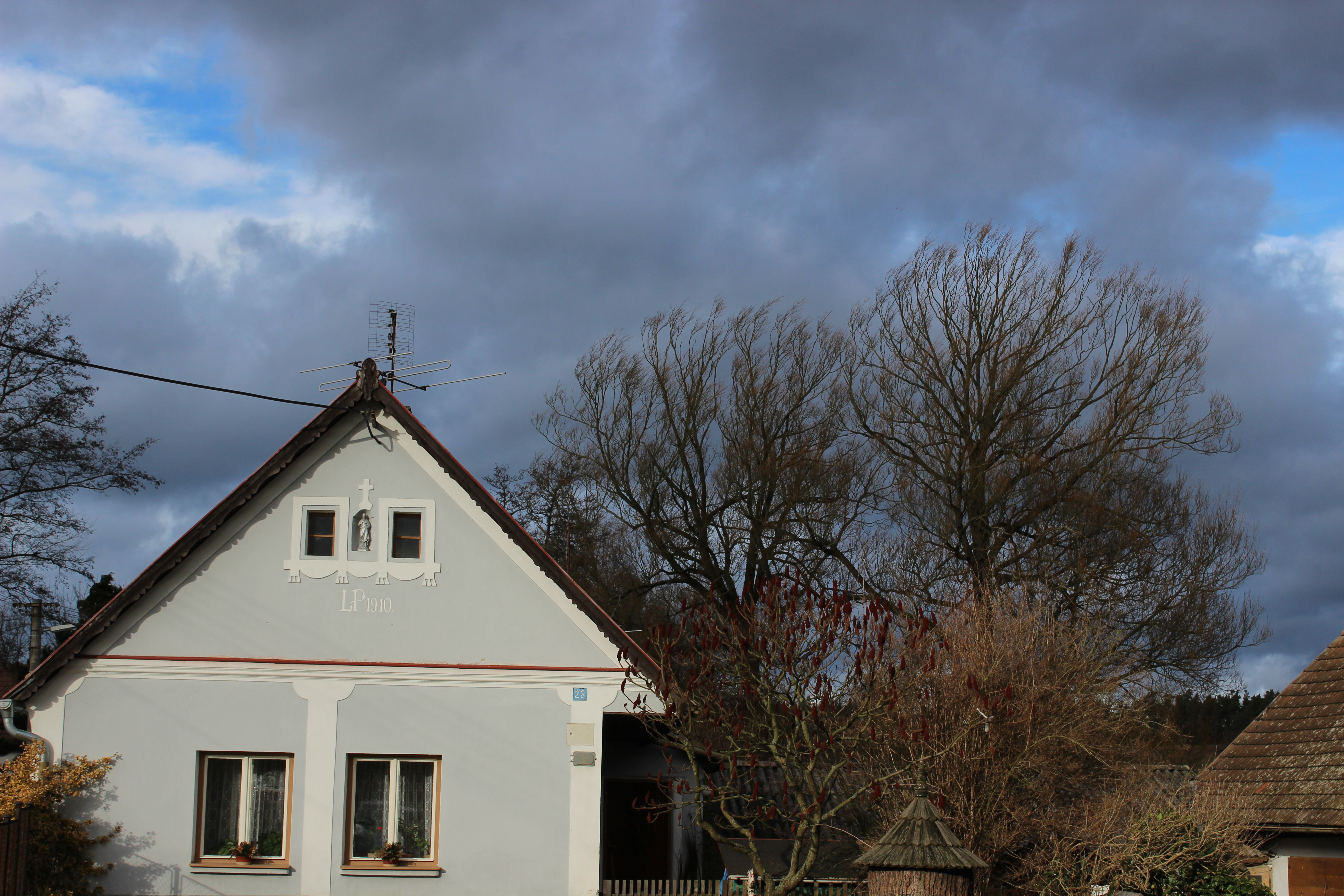
Štít venkovské usedlosti
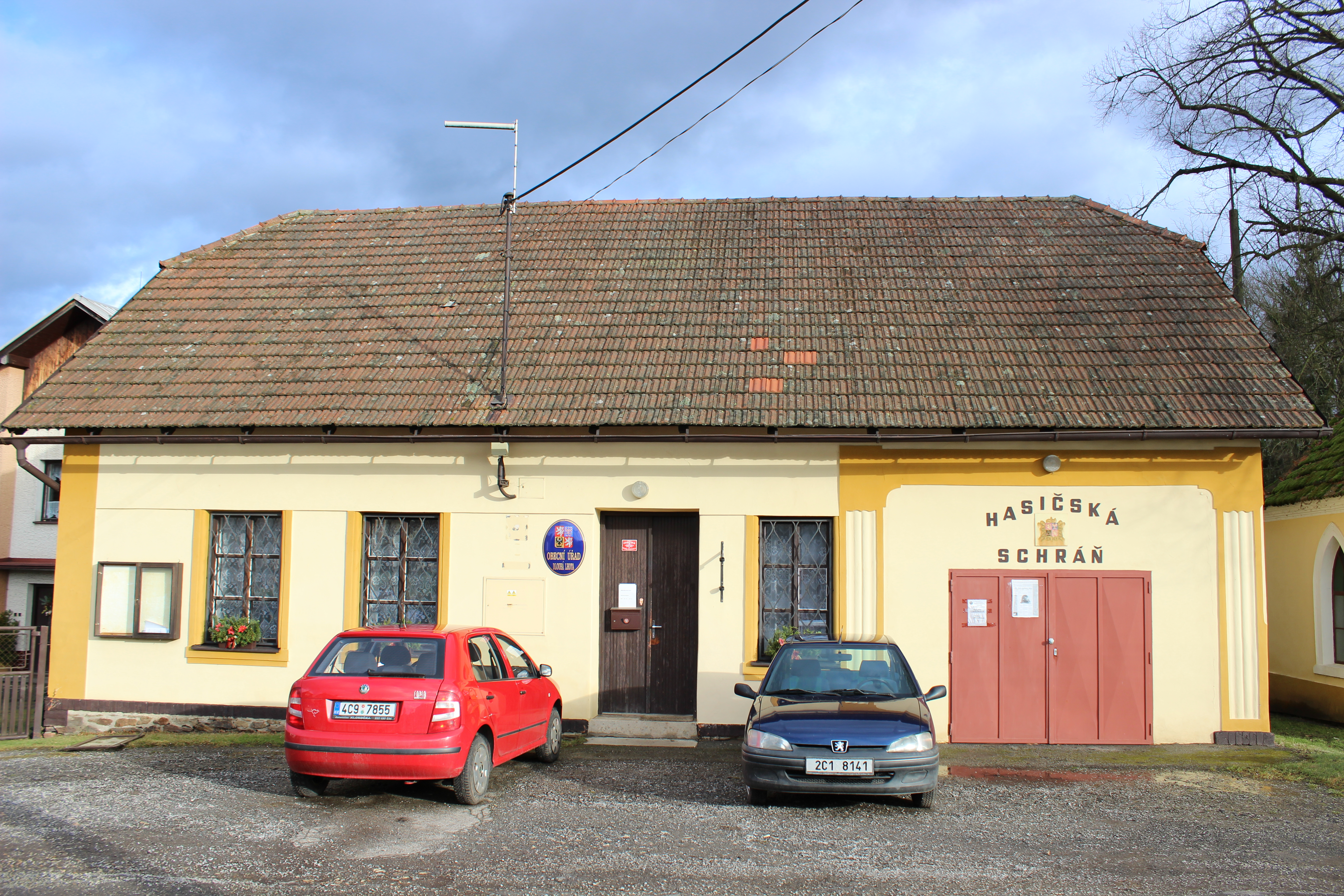
Obecní úřad
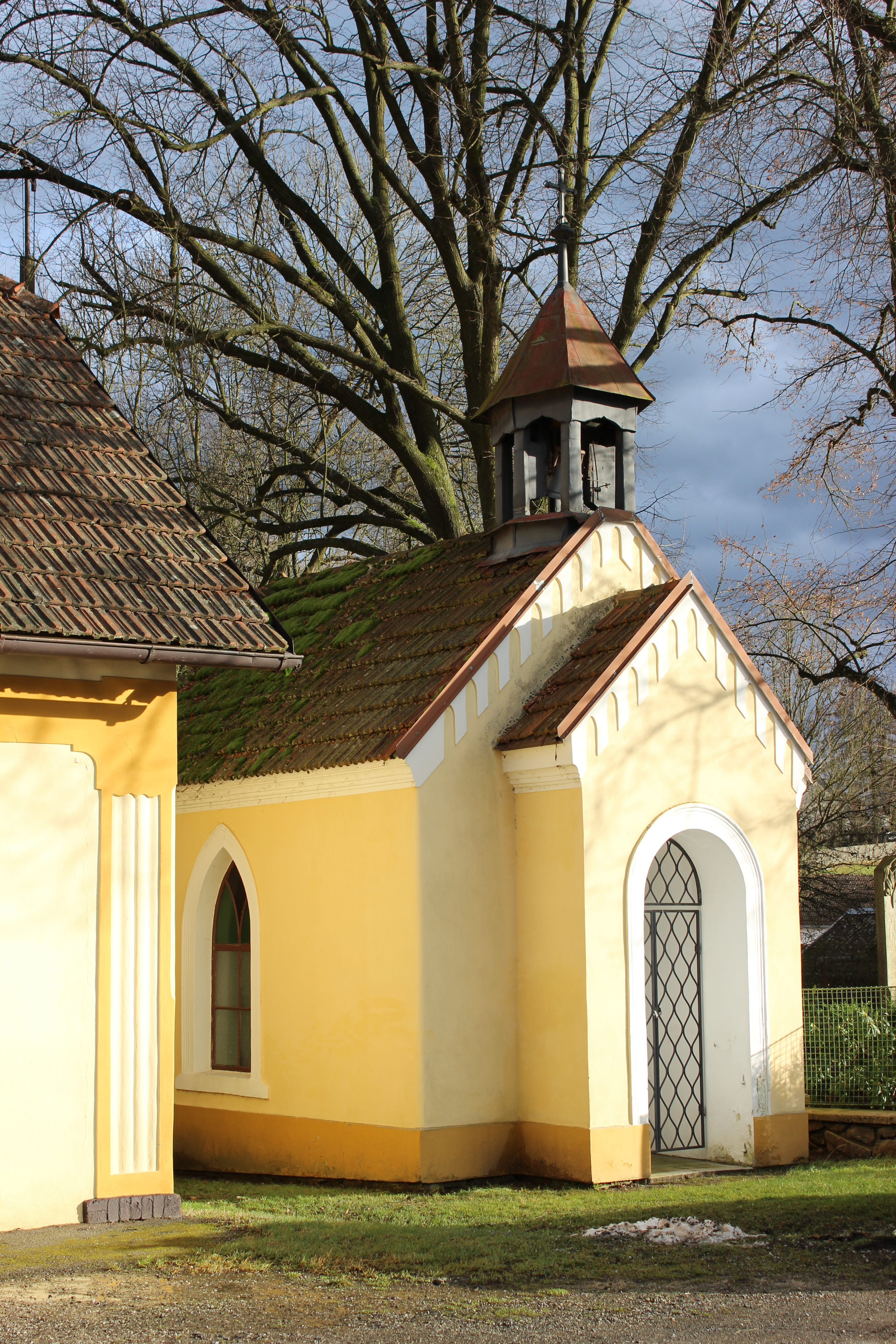
Kaple v obci